# Djezzy

Das Logo der Gesellschaft

Djezzy (arabisch جازي Dschāzī) ist eine algerische Mobilfunkgesellschaft. Das Unternehmen wurde 2002 gegründet und gehört zur Gruppe Orascom Telecom.

## Geschichte
Im Juli 2001 ersteigerte Djezzy für 737 Millionen US-Dollar die zweite für Algerien ausgeschriebene GSM-Lizenz. Am 15. Februar 2002 nahm die Gesellschaft offiziell ihre Arbeit auf. Im September 2007 hatte Djezzy rund 12 Millionen Vertragskunden und 3.000 Beschäftigte. Das Unternehmen hat in Algerien zwei Hauptkonkurrenten: Das staatliche Algeria Mobile Network und das private Unternehmen Wataniya Telecom.